# Zieleniew (powiat łęczycki)
Zieleniew – kolonia w Polsce położona w województwie łódzkim, w powiecie łęczyckim, w gminie Daszyna.
W latach 1975–1998 miejscowość administracyjnie należała do województwa płockiego.
Wieś jest siedzibą parafii pw. Przenajświętszego Sakramentu Kościoła Katolickiego Mariawitów. Znaczącą część mieszkańców miejscowości stanowią wyznawcy Kościoła Starokatolickiego Mariawitów, którzy przynależą do parafii św. Mateusza Apostoła i Ewangelisty w Nowej Sobótce. Wyznawcy rzymskiego katolicyzmu przynależą do parafii św. Jana Chrzciciela w Mazewie.